# Мишель, Пьер
Пьер Мишель (фр. Pierre Michel; род. 11 июня 1942, Тулон) — французский литературовед, специалист по творчеству Октава Мирбо. Сын историка Анри Мишеля.

## Биография
Через год после успешной защиты диссертации по трудам Мирбо в 1992 году основал научное Общество Октава Мирбо, также является основателем и главным редактором журнала «Cahiers Octave Mirbeau».
Как биограф Мирбо, Мишель опубликовал научные работы по всем его произведениям: романам, театральным пьесам, статьям и переписке. Опубликованный Мишелем в 2003 году том переписки Мирбо был удостоен Премии Севинье.

## Работы
- Octave Mirbeau, l’imprécateur au cœur fidèle, biographie (1990) (фр.)
- Alice Regnault, épouse Mirbeau (1994) (фр.)
- Les Combats d’Octave Mirbeau (1995) (фр.)
- Lucidité, désespoir et écriture (2001) (фр.)
- Jean-Paul Sartre et Octave Mirbeau (2005) (фр.)
- Albert Camus et Octave Mirbeau (2005) (фр.)
- Octave Mirbeau et le roman (2005).
- Bibliographie d’Octave Mirbeau (2008) (фр.)
- Les Articles d’Octave Mirbeau (2009) (фр.)
- Dictionnaire Octave Mirbeau, L'Âge d'Homme, 2011  (фр.).